# OCEANUS

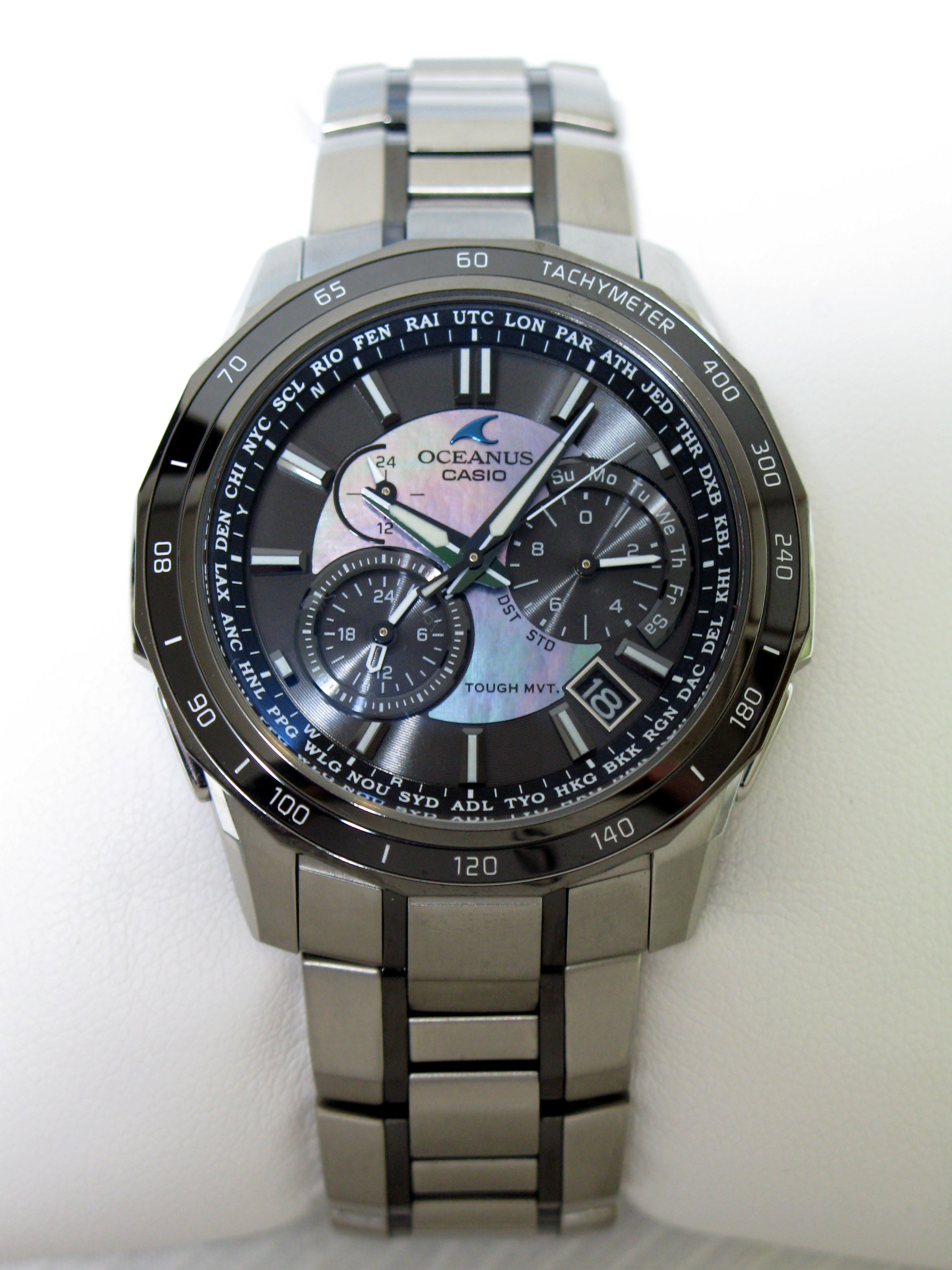
OCEANUS Manta OCW-S1350PC-1AJR
文字板中央に白蝶貝を用いた限定生産モデル

OCEANUS（オシアナス）は、カシオ計算機株式会社が2004年11月から販売している電波ソーラー腕時計のブランドである。
耐久性向上のために特別な表面処理が施されたフルメタルチタンケースとサファイア風防を採用し、カシオの電波ソーラーアナログ腕時計としては初めてフルメタルケースが採用されたブランド・モデルである。デザイン面では、スポーティーかつ上質感があり、海をイメージしたブルーのイメージカラーが特徴である（すべての製品に必ずしも青色が採用されているわけではない）。機能面ではクロノグラフを主軸にしている。
なお、オシアナスの耐水性能は日常生活強化10気圧防水が主流であり、ダイバーズウォッチのように水中での使用が考慮されている訳ではない。

## 主に搭載されている機能
下記に記されている機能は、すべての機種に搭載されているわけではなく、購入時には、どの機種にどの機能が搭載されているか確認する必要がある。なお、日本で発売されているすべての製品が、標準電波受信・時刻自動修正機能、ソーラー充電機能を搭載している。
5モーター/6モータードライブ
5つのモーターの組み合わせで、1/20秒ストップウォッチやワールドタイムなどの動作ができる。普段は個々のモーターで 時・分時＋24時針、センター秒針（クロノグラフ秒針）、曜日針、ワールドタイム（またはスモール秒針）、カレンダーディスクの動作を行う。
2008年前半までに発売された多針クロノグラフモデルは、センター秒針はクロノグラフ専用で時計秒針としては機能せず、別途スモール秒針（クロノグラフ動作時に1/20秒計となる）が配置されている。2008年後半以降のタフムーブメント搭載モデルはセンター秒針が普通の時計秒針となり、クロノグラフ秒針兼用となっている。2010年からのSmart Accessモデルには時針、分針、秒針、24時間計、カレンダーディスクの動作を行う新しい5モータードライブが搭載されている。 2013年10月に発売されたモデルからは6つのモーターを搭載したムーブメントが搭載され、時針、分針、秒針、3つのサブダイヤル針すべてが独立稼働するようになった。
Smart Access
2010年10月末から販売されているモデルに搭載された機能。従来とは違う新しい5モータードライブを搭載し、時・分・秒針を独立して制御・運針することにより、ホームタイム都市切替やクロノグラフ切替などの時間を短縮するとしている。また、カシオの電波腕時計としては初めてリューズ（電子制御式）を搭載し、押し、引き、引き＋回転操作で様々な操作を行える。
2012年に3針モデルが追加されている。当初は下記のラインナップの一ラインとして独立していたが、2011年後半以降の新製品はSmart Access機能搭載品のみとなり、Manta、Classic Lineなど各シリーズに搭載された一機能となっている。
複数都市時刻一括表示
ホーム都市時刻とワールドタイムを同時に表示する機能。
タフムーブメント (TOUGH MVT.)
タフソーラー、マルチバンド6、ハイブリッドマウント構造、針位置自動補正機能を備えたムーブメントの名称。2008年後半以降に発売されたモデルに搭載される。
GPS衛星電波受信
GPS衛星から現在地の位置・時刻情報を受信。タイムゾーン、サマータイム情報を自動解析し、正しい時刻を表示する機能。2014年後半以降に発売されたモデルに搭載される。
スマートフォンリンク機能
対応携帯電話とのBluetooth通信により機能を連動できる。2017年以降に発売されたモデルに搭載される。

## 主なラインナップ
Manta
2007年から販売されている、オシアナスのプレミアムライン。『Classic Line』、『Smart Access』各ラインの標準モデルと比べると薄型化・軽量化され、外装やバンド・文字盤などの仕上げに拘り、ザラツ研磨を行うなど上質感を追求している。文字板中央部に白蝶貝が用いられた限定生産モデルもある。2011年からSmart Access Modelも追加されている。モデルナンバーOCW-Sで始まる。
Classic Line
ベーシックライン。マンタ（一部カシャロ）のデュフュージョンモデル。それぞれに対応するモデルを以下に列記する。
クラシックライン・マンタ
OCW-600・OCW-S1000
OCW-T600・OCW-S1200
OCW-S500（マンタ）・OCW-S1400
OCW-T1000・OCW-S2000
OCW-T2000・OCW-S2400
OCW-T2500・OCW-P1000（カシャロ）
OCW-T2400・OCW-S3000
OCW-T3000・OCW-S4000
2013年11月発売のOCW-T2500までは別設計のムーブメントが使われており、ケース厚の差が顕著だったが、2015年7月発売のOCW-T2400以降は同じムーブメントである。しかも平面サファイアガラスを使用しているT2400の方がケース厚が薄い。T1000以降はクラシックラインにもケースにザラツ研磨がなされているため、差はベゼル装飾加工にあらわれている。そのため、2015年以降のマンタはベゼル加工のバリエーションが多彩である。
Digital Analog Combination
針に加えてデジタル表示を搭載したモデル。2008年頃カシオが提唱したコンセプト。OCW-300（定価５万）、OCW-400（定価９万）、OCW-410（定価９万）が発売されたが市場の支持を得られず2012年頃にラインアップから外れている。
GPS Hybrid Wave Ceptor
2014年10月に「フルメタルGPSハイブリッド電波ソーラー」を実現したモデルとして登場。モデルナンバーOCW-Gで始まる。
GPSハイブリッド電波ソーラー
OCW-G1000
OCW-G1100
OCW-G1200
Bluetooth × GPS × Wave Ceptor
2017年6月に「Bluetooth、GPS、電波ソーラーの3-wayで時刻を調整する機能をもつ」モデルとして登場。モデルナンバーOCW-Gで始まる。「GPS Hybrid Wave Ceptor」の上位機種にあたる。
Bluetooth搭載GPS電波ソーラー
OCW-G2000C
OCW-G2000F
OCW-G2000J
CACHALOT（カシャロ）
アナログ文字盤に逆回転防止ベゼルを搭載したモデル。2008年に、20気圧防水対応とヨットレース対応タイマーを搭載した製品が登場。2010年に、タフムーブメント搭載モデルが発売され、3針モデルも追加された。
Ladies Line
女性向けデザインのモデル。マルチバンド5やタフムーブメントに対応していない。
3Hands Models
クロノグラフのないシンプルな3針DATEモデル。

## 歴史
オシアナスの歴史はカシオ公式では３世代に分かれている。これは電波ソーラーモジュールの進化に応じた区分けである。ケース径40mm以上の多針クロノグラフモデルのうち主要なモデルの歴史を以下に記す。各モデルには複数のバリエーションが存在するが、モデル名（発売年）モジュールNo.の順に掲載する。なお、現在に連なるオシアナスのブランド展開とは別に、CASIOは1995年頃、OCEANUS銘でダイバーウォッチOC-600, OC-700。2000年頃にクロノグラフOC-500を販売しており、オシアナスの商標権を獲得していたものと推察される。
第一世代　世界で初めてフルメタルクロノグラフ電波ソーラーのジャンルを切り拓く（カシオ公式）。
カシオ電波ソーラーモジュール第一世代(2001年)に相当。黎明期の電波時計であり、当時存在した電波局、日本、北米、ドイツ、イギリスの各局に対応したモデルが発売されていた。オシアナス第一世代はフルメタルケースが特徴。発売当時は３針タイプの方がラインアップが多かった。
OCW-500（2004年11月）3731
オシアナス初号機　世界初フルメタルクロノグラフ電波ソーラー（なお、世界初のフルメタルケースソーラー電波は2003年6月シチズンアテッサが開発済）。Vertical 3 Eyesデザイン（･:）だが３時方向のDATEは液晶。定価６万円。プラケースのwave ceptorやオーバーランドで採用していた日本２局電波対応モジュールQW-3731を使用し、アンテナ及びメタルケースの改良を経て開発された。なおモジュール3732は北米、3733はEU、3734はイギリスの局に対応。
OCW-600（2005年10月）4329
5モータードライブ搭載　3Eyes（∵）デザインで４時５時DATEのクロノグラフ。スモールセコンド。ケース厚11.7mm。定価６万円。2005年グッドデザイン賞受賞。デザイナーは第五デザイン室の藤原陽。
OCW-650（2006年3月）4329
OCW-600のベゼルのクオリティを上げたもの。定価６万５千円。
第二世代　世界5局受信で電波ソーラーの価値を高める。（公式）
カシオ電波ソーラーモジュール第２世代に相当。世界５局の電波に対応した「マルチバンド５」が象徴的。コンセプトは迷走しつつも2007年後半マンタ発売から高級機路線となる。
OCW-M700（2006年10月）4749
世界5局の標準電波（日本2局、北米１局、欧州2局）に対応（マルチバンド５）。ブルーモデルとタイドグラフ（潮汐）機能付きが人気だったことから、オシアナス＝海、青のコンセプトが生まれる。3Eyes（∵）デザインで４時５時DATE。定価７万円。OCW-M700TBJは初のブラックモデル。
OCW-M7000（2006年12月）4749
OCW-M700のベゼルにブラックIPのタキメーターリングを採用した高級機。オシアナス最後のタイドグラフ機能付きモデル。定価９万円。
OCW-300（2007年3月）4782
ムーブメントはウェーブセプターWVA-M系の３針で下液晶のもの。デジタル・アナログコンビネーションモデル。定価５万。迷走期の珍オシアナス。
OCW-S1000（2007年6月）4766
マンタ初号機。基本的なレイアウトはOCW-600を踏襲しモジュールを薄型化。当時世界最薄クロノグラフ電波ソーラー。16角ベゼルにブラックIPのタキメーターリング、風防にデュアルカーブサファイア、ケースにザラツ研磨を採用。（なお、デュアルカーブ風防を採用しなかった場合は9.9mmだった）。定価10万円。このモデルからオシアナスは高級機路線に舵を取る。
OCW-S1050（2007年10月）5012
マンタ。ベゼルにサファイアガラスのタキメーターを採用。OCW-S1000がベースと勘違いされがちだがモジュールは別設計。DATE窓が６時。ケース厚10.05mm。歴代オシアナスで最も薄いモデルである。定価15万円。高級機路線転換への市場テスト機の意味合いが強く、ビジネスマンの普段遣いを意識して配色にブルーが用いられていない。非公表ながら日本限定で販売数300本と極めてタマの少ない希少モデルである。OCW-S1050が完売したことで、オシアナスのビジネスマン向けの高級機路線マンタ、廉価版のクラシックライン、スポーツタイプのカシャロの方向性が決定された。
OCW-M800（2007年10月）5008
ベゼルに刻印のタキメーターを採用。OCW-M700がベースだがDATE窓が６時に。逆回転カウントダウンタイマー搭載。定価８万円。
OCW-S1100（2007年11月）5023
マンタ。世界限定500本。トランスパシフィックヨットレースの2007年優勝記念モデル。16角ベゼル。OCW-S1000のリファイン版と思われがちだがモジュールは別設計、文字盤にゴールドIP塗装を採用。ケース厚11.1mm。OCW-S1050と共に殆ど市場に現れない希少モデル。定価12万円。
OCW-P500（2008年8月）5007
カシャロ初号機。ヨットレース用減算式タイマー搭載。Vertical 2 Eyesデザイン（：）DATEは３時。２０気圧防水。
第三世代ステージ１　タフムーブメントの開発で電波ソーラーの信頼性を飛躍的に向上（カシオ公式）
カシオ電波ソーラーモジュール第３世代に相当。カシオソーラー電波開発思想の集大成といえるタフムーブメントである。世界6局の電波に対応した「マルチバンド6」、ムーブメント自体の耐衝撃性を向上させた「ハイブリッドマウント構造」、そして万一針がずれても自動的に正確な時刻を表示する「針位置自動補正機能」の３性能が象徴的。
OCW-S1200（2008年11月）5031
マンタ。タフムーブメント初搭載機　Horizontal 3 Eyesデザイン（∵）を採用。センター長針が秒針に。ケース厚10.5mm。中国の標準電波に対応、世界６局対応に（マルチバンド６）。定価１２万５千円。後に文字盤に白蝶貝を採用したOCW-S1200Pが発売。このモデルからマンタとデュフュージョンモデルであるクラシックラインが対でラインアップされるようになる。
OCW-T600（2008年11月）5040
タフムーブメント初搭載　Horizontal 3 Eyesデザイン（∵）を採用。OCW-S1200/1300のデュフュージョンモデル
OCW-T400（2008年12月）5054
OCW-300と同じくデザイン迷走モデル。タフムーブメントでHorizontal 2 Eyes（‥）だが上下に液晶パネルあるデザインの珍オシアナス。
OCW-S1300（2009年6月）5031
マンタ。ケース厚10.8mm。ムーブメントはOCW-S1200と同じ。Horizontal 3 Eyesデザイン（∵）。定価１２万５千円。後に文字盤に白蝶貝を採用したOCW-S1300Pが300本限定で発売。
OCW-S1250（2009年8月）5031
マンタ。トランスパシフィックヨットレース2009 優勝チーム決定記念モデル。ベースはOCW-S1200
OCW-T750（2009年10月）5083
Horizontal 2 Eyesデザイン（‥）６時方向DATE窓が３日分表示するタイプ。
OCW-S1400（2009年10月）5075
マンタ。ブルーの積極的な採用と、新モーターレイアウトによる斬新な非定型3Eyesデザインで人気となる。定価13万円。
OCW-S500（2009年10月）5076
マンタ。非定型2Eyesデザインの採用。ベースモジュールはOCW-S1400の5075、ディフュージョン版であり11時方向にあるインパネルが省略されている。本来ならディフュージョン版はクラシックラインになるが、当時クラシックラインの種類が多すぎたためかマンタとして売り出された。定価12万5千円。
OCW-S1350（2010年2月）5075
マンタ。限定300本。OCW-S1400のハイクオリティモデル。文字盤に白蝶貝を使用。定価20万円。通常のナンバリング規則だとOSW-S1450となるはずだが、なぜか1350である。
OCW-T410（2010年3月）
OCW-T400の上の液晶を扇子状に変更。液晶の色が緑に変わるなどの工夫があるものの、夜間ＬＥＤライトを点灯させると針は見えるが液晶は見えない珍オシアナス。定価９万円。
OCW-P600（2010年5月）5131
カシャロ２号機。Vertical 2 Eyes（：）DATE窓が４時５時に。
OCW-T1000（2010年10月）5141
竜頭採用。多機能の感覚的操作を実現する「スマートアクセス」を初搭載。Vertical 2 Eyes（：）DATE３時。ケース厚12.0mm。OCW-S2000のディフュージョンモデルだが先行して発売し、一年後に薄型モジュール5219が完成している。ディフュージョンというより、先行開発モジュールである。
OCW-S2000（2011年10月）5219
マンタ。竜頭採用。初の両面無反射コーティングサファイアガラス採用モデル。Vertical 2 Eyes（：）DATEは３時。ベゼルが16角形に。モジュール5141の薄型バージョン。ケース厚10.9mm。
第三世代ステージ２　スマートアクセス開発で多機能と使いやすさの両立を実現（公式）
竜頭の全モデル採用が象徴的。
OCW-S2400（2012年10月）5285
マンタ。OCW-S1400の非定型３Eyesの５時方向に小さな1Eyeを追加した非定型4Eyesデザイン。オシアナスブルー着色にスパッタリングを採用　2都市の時刻の同時表示を実現。ディフュージョンモデルのOCW-T2000とこのモデルのみインパネルが４Eyesで人気が高い。
OCW-T1010（2012年11月）5141
OCW-T1000と同じモジュールのクラシックライン。Vertical 2 Eyes（：）DATE３時。OCW-S2000のデュフュージョンモデル。
OCW-T2000（2013年3月）5286
OCW-S2400と同じ非定型4Eyesデザインのクラシックライン。モジュールも類似。ケース厚12.1mm。OCW-S2400のデュフュージョンモデル　１２時６時方向にアラビア数字で１２・６の文字が特徴。非定型4EyesデザインはOCW-S2400とこのモデルだけの特徴であり、両機共に人気が高い。
OCW-S3000（2013年10月）5347
マンタ。当時世界最小モーターの開発により、初の6モータードライブ搭載を実現。Vertical 3 Eyes（･:）DATE３時デザインの採用。それまでの扇状のソーラーパネル配置から、渦巻き状のパネル配置に変更したことで発電効率が向上。ケース厚10.8mm。
OCW-S3001（2013年10月）5347
マンタ。限定500本。東京スカパラダイスオーケストラ、コラボレーションモデル。
OCW-T2500（2013年11月）5395
OCW-P1000カシャロのムーブメント5894の方位計無しムーブメント5395、Vertical 2 Eyes（：）DATEは３時。OCW-P1000のディフュージョンモデル
OCW-S2400OT（2014年10月）5285
マンタ。限定100本、奥田民生コラボモデル、OCEANUS OT MODEL。
OCW-G1000（2014年10月）5412
当時世界初フルメタルGPSハイブリッド電波ソーラー。非定型3Eyes3時DATEデザイン。
OCW-P1000（2015年2月）5894
カシャロ３号機。方位計搭載。2015年グッドデザイン賞受賞。デザイナーは時計デザイン部、白石俊也、冨吉剣人。Vertical 2 Eyes（：）DATEは３時。
OCW-T2600（2015年7月）5347
OCW-S3000と同じモジュール5347のクラシックラインモデル。Vertical 3 Eyes（･:）DATE３時デザイン。ケース厚が風防が平面のためOCW-S3000より0.1mm薄い10.7mm。OCW-S3000のディフュージョンモデルだがマンタとクラシックラインが共通のモジュールを使用した最初のケース。以前のディフュージョンモデルはマンタとの差別化をはかるためにムーブメントの簡素化がはかられていた。T2600から片面から両面無反射コーティングサファイアガラスを採用しているため、マンタとの差異が少なくなっている。コストパフォーマンスの高さから人気が高く、販売期間が長いモデルとなっている。
OCW-S3400（2015年10月）5453
マンタ。非定型2 Eyes+1Eyeデザイン。ケース厚10.7mm。新モジュール。デザイン的にはS500を踏襲、S2400の１１時方向にあるインパネルが無い。１２時の文字盤に大きなⅫを配置したモデルが特徴的だが無いバリエーションもある。
OCW-G1000E（2015年10月）5894
世界限定2000本、金属ベゼルにイオンプレーティング法によるブルー着色採用
OCW-G1000CK（2015年11月）5894
CRAZY KEN BANDコラボレーションモデル
OCW-G1100（2015年10月）5454
『青の革新』フルメタルGPSハイブリッド電波ソーラー。デュアルコイルモーター、ベゼルにサファイアガラスリングとオシアナスブルーを採用。3Eyes（∵）４時５時DATEデザイン。
OCW-G1200（2016年10月）5454
青が際立つ陰影の美。GPSハイブリッド電波ソーラー。ムーブメントはOCW-G1100と同じ5454。ベゼルにデュアルテクスチャー セラミックリング採用
OCW-G2000（2017年6月）5501
当時世界初、3-wayBluetooth®搭載GPS電波ソーラー、オシアナスコネクト対応。ベゼルに蒸着着色サファイアガラスリング採用。Vertical 3 Eyes（･:）DayDateが４時５時に配置。
OCW-G2000C（2017年6月）5501
世界限定1500本、0CW-G2000のベゼルにグラデーションをかけたモデル　インパネルに白蝶貝パネル採用
OCW-G2000F (2017年11月）5501
ブランドカラーの青の表現にこだわり『OCEAN BLUE』のコンセプトで登場したモデル。シリーズにClassic LineのOCW-T2610Fがある。
OCW-S4000C（2017年11月）5542
マンタ。1500本限定モデル。Vertical 3 Eyes（･:）3時DATE。。サファイアガラスベゼルに江戸切子職人、三代秀石 堀口徹の技術を導入したコラボレーションモデル。定価20万円。オシアナスコネクト対応。
OCW-S4000S（2018年3月）5542
マンタ。OCW-S4000Cの2018年バーゼル150本限定モデル。オシアナスコネクト対応。
OCW-S4000（2018年6月）5542
マンタ。Bluetooth®搭載電波ソーラー。オシアナスコネクト対応。Vertical 3 Eyes（･:）3時DATE。
OCW-T2610BR（2018年7月）5347
世界限定700本。ブリーフィングコラボモデル。特性ポーチ付き。定価14万8千円。